# Сульфид лютеция
Сульфид лютеция — бинарное неорганическое соединение
лютеция и серы 
с формулой LuS,
кристаллы.

## Получение
- Нагревание стехиометрических количеств чистых веществ:

{\displaystyle {\mathsf {Lu+S\ {\xrightarrow {T}}\ LuS}}}

## Физические свойства
Сульфид лютеция образует кристаллы
кубической сингонии, пространственная группа F m3m, параметры ячейки a = 0,5323 нм, Z = 4,
структура типа хлорида натрия NaCl
.
При температуре ≈0,3 К соединение переходит в сверхпроводящее состояние .